# Classe Ula
La classe Ula, ou Type 210, est le nom d'un type de sous-marin de la marine royale norvégienne assemblé en Allemagne entre la fin des années 1980 et le début des années 1990. La classe, qui comprend six navires, est, en 2016, le seul type de sous-marin en service dans la marine militaire norvégienne.
En 2017, le chantier naval allemand ThyssenKrupp Marine Systems est sélectionné pour remplacer la classe Ula par quatre sous-marins de type 212 CD, devant être livrés à partir de 2025. En juin 2024, la Norvège porte sa commande à 6 sous-marins 212 CD, portant le montant sa commande à plus de 5,5 Md€.

## Histoire

### Construction
La décision de se doter de la classe Ula naît en 1972 du désir de moderniser la flottille sous-marine de la marine royale norvégienne, alors constituée des sous-marins vieillissants de la classe Kobben, construite au début des années 1960. Un contrat pour six navires est signé le 30 septembre 1982 avec les chantiers navals allemands de Nordseewerke, alors filiale de Thyssen, à Emden. Une option est également posée pour la fourniture de deux sous-marins supplémentaires ; celle-ci ne sera jamais levée.
La construction des navires est internationale ; le système de combat est mis au point en Norvège par Kongsberg, le sonar d'attaque est allemand, les sonars latéraux sont français. Les sections de coque sont produites en Norvège puis assemblées en Allemagne par Thyssen Nordseewerke. En Allemagne, la classe Ula est dénommée Type 210.
À leur mise en service, ces navires sont les premiers sous-marins norvégiens à comporter suffisamment de couchettes pour tout l'équipage et à être dotés d'une douche. À leur lancement, ces navires sont présentés comme les plus silencieux et les plus manœuvrables du monde. Combinées à leur relative petite taille, ces caractéristiques les rendent difficiles à détecter par les navires de lutte anti-sous-marine et parfaitement adaptés aux opérations en eaux côtières. La classe Ula est considérée par la marine norvégienne comme l'un de leurs atouts les plus efficaces et les moins coûteux.

### Histoire opérationnelle
En 1989, lors d'essais à la mer, le Ula est endommagé par une torpille d'entraînement. En mars 1991, l’Uredd est impliqué dans un accident alors qu'il rentre à sa base. En février 1992, l'Uredd est victime d'un départ de feu sur sa passerelle.
Au cours de ses années de service actif, plusieurs sous-marins de la classe Ula sont déployés en mer Méditerranée, en soutien à l'opération de l'OTAN baptisée Active Endeavour, où leurs capacités de renseignement dépassent toutes les attentes. Leur disponibilité opérationnelle s'avère être la plus élevée de tous les navires engagés. Cette mission met toutefois en lumière le besoin d'un meilleur système de régulation de la température pour un confort accru de l'équipage lors de croisières en eaux chaudes. En conséquence, le Ula est « tropicalisé » avec l'installation de nouveaux systèmes de climatisation, deux autres navires devant subir les mêmes mises à niveau.

## Unités
Six sous-marins sont livrés entre 1989 et 1992 à la marine norvégienne. Tous sont basés à Haakonsvern à Bergen. Les navires sont tous nommés d'après des toponymes de Norvège, à l'exception du KNM Uredd (« Sans peur » en français), ainsi baptisé en l'honneur d'un sous-marin norvégien de la Seconde Guerre mondiale, le KNM Uredd (P-41). Le préfixe des navires est KNM (Kongelig Norsk Marine, marine royale norvégienne).

### Liste des navires
| Numéro de coque | Nom         | Quille posée le | Mise à flot       | Mise en service  | Statut |
| --------------- | ----------- | --------------- | ----------------- | ---------------- | ------ |
| S 300           | KNM Ula     | 29 janvier 1987 | 28 juillet 1988   | 27 avril 1989    | Actif  |
| S 301           | KNM Utsira  | 15 juin 1990    | 21 novembre 1991  | 30 avril 1992    | Actif  |
| S 302           | KNM Utstein | 6 décembre 1989 | 25 avril 1991     | 14 novembre 1991 | Actif  |
| S 303           | KNM Utvær   | 8 décembre 1988 | 19 avril 1990     | 8 novembre 1990  | Actif  |
| S 304           | KNM Uthaug  | 15 juin 1989    | 18 octobre 1990   | 7 mai 1991       | Actif  |
| S 305           | KNM Uredd   | 23 juin 1988    | 22 septembre 1989 | 3 mai 1990       | Actif  |